# Canis lupus albus
El lobo de la tundra (Canis lupus albus) es una subespecie de lobo gris que habita en la tundra y en zonas boscosas desde toda la zona norte de Rusia comprendida entre Europa y Asia, principalmente desde la Península de Kamchatka hasta el norte de Escandinavia.
Se trata de una subespecie grande, cuyos machos adultos alcanzan una longitud de entre 118 y 137 centímetros y entre 40 y 50 kilogramos de peso, mientras que las hembras tendrían entre 112 y 136 centímetros de longitud y aproximadamente un promedio de entre 37 y 41 kilos. Fue considerado el lobo de mayor tamaño de Europa, pero ocasionalmente han sido encontrados ejemplares pertenecientes a otras subespecies de igual o superior tamaño. El mayor peso registrado entre 500 lobos atrapados en la Península de Taimyr y la Península de Kanín durante el periodo comprendido entre 1951 y 1961 fue el de un macho adulto muerto en la de Taymyr al norte del río Dudypta cuyo peso fue de 52 kilos. El pelaje es muy largo, denso, suave y esponjoso. La piel es por lo general blanquecina con matices de color gris especialmente en su parte superior.  Su pelaje es similar al de los grandes lobos canadienses cuyas pieles fueron objeto de comercio en el pasado, de ahí que se vendieran a menudo las de estos ejemplares conjuntamente a la de los ejemplares norteamericanos.
El lobo de la tundra por lo general hace su madriguera en los valles fluviales y en zonas de matorrales en las mesetas secas, tendiendo a conformar manadas de entre 5 y 9 miembros. Se alimenta principalmente de renos salvajes o domésticos, de liebres y hasta de zorros árticos. Rara vez permanecen estables en un territorio, viajando desde 200 hasta 300 kilómetros al año acompañando a las migraciones de los renos. Para algunos pueblos locales que se dedican a la cría del reno como método de subsistencia, tal es el caso de algunas comunidades de nenets, los lobos de tundra representan una seria amenaza, solo en la década comprendida entre 1944 y 1954 se calcula que los lobos dieron muerte a cerca de 75.000 renos.

## Otros recursos externos
- Fotos de lobo de tundra en "Lobopark", Antequera (Málaga)

- Datos: Q932176
- Multimedia: Canis lupus albus / Q932176
- Especies: Canis lupus albus